# Westinghouse J30
Pour les articles homonymes, voir J30.
Le Westinghouse J30, initialement désigné Westinghouse 19XB, était un turboréacteur développé par la Westinghouse Electric Corporation. Il fut le premier turboréacteur de conception américaine à fonctionner, et seulement le second turboréacteur à flux axial à fonctionner hors d'Allemagne.

## Caractéristiques et historique
Ce moteur était une machine très simple, avec un compresseur axial à six étages, une chambre de combustion annulaire, et une turbine à un seul étage. Initialement, il produisait 1 200 livres de poussée (5,34 kN), mais cette valeur fut portée à 1 600 livres (7,12 kN) sur les exemplaires des versions de production.
Son premier vol eut lieu sous le ventre d'un Goodyear F2G « Super Corsair » (en) en janvier 1944, son premier démarrage ayant eu lieu le 19 mars 1943. Il fut ensuite développé en une version plus petite J32, puis en la version à succès J34, une version agrandie qui produisait 3 000 livres (13,34 kN) de poussée.

## Versions
- 19A : Prototypes et production initiale ;
- 19B : Version à flux augmenté délivrant une poussée de 6,23 kN à 18 000 tr/min au niveau de la mer ;
- J30-WE-20 : Exemplaires de production délivrant 7,12 kN de poussée.

## Applications
- Convair XF-92
- McDonnell FH-1 Phantom
- Northrop XP-79
- Northrop X-4 Bantam